# Донбаська національна академія будівництва і архітектури
Донба́ська націона́льна акаде́мія будівни́цтва і архітекту́ри (ДонНАБА) — вищий навчальний заклад в Україні.
У зв'язку з російською окупацією частини України, ДонНАБА переїхала з Макіївки до Краматорська, у корпуси Донбаської державної машинобудівної академії. Працівники ДонНАБА, які залишились у Макіївці — були звільнені, а сама освітня діяльність, що проводиться у захоплених терористами приміщеннях ДонНАБА у м. Макіївка стала нелегітимною і нелегальною.

## Історія Академії[5]

#### 1972 рік
- Відкрито Макіївський інженерно-будівельний інститут (м. Макіївка);
- Здійснено перший випуск інженерів-будівельників МакІБІ.

#### 1977 рік
- Введено в експлуатацію головний навчальний корпус на 2500 студентів, їдальня на 530 посадочних місць, Палац культури студентів (Червоногвардійський район, м Макіївка).

#### 1978 рік
- Відбулася перша науково-технічна конференція професорсько-викладацького складу МакІБІ.

#### 1986 рік
- Почалася підготовка фахівців для країн Азії, Африки, Латинської Америки.

#### 1987 рік
- Відкрито студентський оздоровчий табір "Моноліт".

#### 1988 рік
- Відкрито інженерно-виробничі центри "Біотехнологія очищення стічних вод", "Пневмовибух", "Сталефібробетон", Донецький комплексний відділ "УкрНДІпроектстальконструкція".

#### 1991 рік
- За результатами огляду матеріальної бази та соціально-побутових умов проживання студентів - 1 місце серед будівельних вузів України.

#### 1993 рік
- Макіївський інженерно-будівельний інститут перейменований в Донбаський інженерно-будівельний інститут (Рішення колегії Міносвіти України, протокол № 12/02 від 23.06.1993 р);
- Відкрито навчально-виробничий центр "Професія".

#### 1994 рік
- Донбаський інженерно-будівельний інститут отримав статус академії і перейменований в Донбаську державну академію будівництва та архітектури (постанова Кабінету Міністрів України № 592 від 29.08.1994 р);
- Академія акредитована на IV освітньо-кваліфікаційний рівень підготовки фахівців;
- Відкрита спеціалізована вчена рада із захисту докторських дисертацій за чотирма спеціальностями.

#### 1997 рік
- Створена система довузівської підготовки, в яку входять ліцеї та базові школи міст і районних центрів Донецької та Луганської областей (27 базових шкіл);
- Відкрито інститут післядипломної освіти та перепідготовки кадрів з філіями в містах Донецьк і Луганськ.

- Введено в дію Полігон випробувань опор електропостачання та баштових споруд. Кабінет Міністрів України Постановою від 1 квітня 1999 року № 527 та 19 грудня 2001 року № 1709 включив його до Державного реєстру наукових об'єктів, що є Національним надбанням України.

#### 2000 рік
- Спеціальності "Промислове та цивільне будівництво" і "Автомобільні дороги та аеродроми" акредитовані Міжнародним інститутом будівельників на рівень закінченої вищої освіти - BEng (Hons);
- ДонДАБА - номінант міжнародного рейтингу популярності "Золота фортуна".

#### 2002 рік
- Створено навчально-науково-виробничий центр "КНАУФ-ДонНАБА" на підставі угоди між заводом "Будмак-КНАУФ", всесвітньо відомою фірмою KNAUF (Німеччина) і ДонГАСА.

#### 2004 рік
- Присвоєння академії статусу національної (Указ Президента України № 962 від 21 серпня 2004 року);
- Впроваджено Система Менеджменту Якості в галузі вищої освіти і науково-технічних досліджень відповідно до ISO 9001: 2000 (сертифікат № 78 100 5908 від 23 червня 2004 р, виданий органом з сертифікації TUV NORD CERT GmBH & Co.KG в системі сертифікації TUV CERT ), автоматизована бібліотечна система UNILIB;
- ДонНАБА - переможець Всеукраїнського конкурсу якості продукції (товарів, робіт, послуг) "100 КРАЩИХ ТОВАРІВ УКРАЇНИ 2004" в номінації "Освітні послуги в галузі будівництва та архітектури".

#### 2005 рік
- Спеціальності "Промислове та цивільне будівництво", "Автомобільні дороги та аеродроми", "Міське будівництво і господарство" та "Архітектура будівель і споруд" акредитовані Міжнародним інститутом будівельників за двома кваліфікаційними рівнями вищої освіти - BEng і MEng;
- За показниками моніторингу ВНЗ України ДонНАБА визнана кращою серед художньо-будівельних ВНЗ;
- Встановлено співробітництво з будівельними вузами Литви, Чехії, Китаю, Болгарії та Індії;
- Вступ ДонНАБА в Європейську асоціацію будівельних інститутів і факультетів.

#### 2006 рік
- ДонНАБА - переможець Всеукраїнського громадського огляду-конкурсу стану умов і охорони праці в установах, закладах, на підприємствах і в організаціях Міністерства освіти і науки України.

#### 2007 рік
- Сертифіковані навчальні програми за двома напрямками: «Економіка і підприємництво» та «Менеджмент» International Education Society (IES, Велика Британія). ДонНАБА залучена до проекту CERTIFICATE;
- Здійснено процедуру повторної сертифікації Системи Менеджменту Якості з надання послуг вищої освіти і наукових досліджень в галузі «Будівництво» в системі сертифікації TUV CERT.

#### 2008 рік
- Вступ ДонНАБА в Асоціацію будівельних вузів країн СНД (АСВ).

#### 2009 рік
- Завершення будівництва Малої аеродинамічної труби ДонНАБА (МАТ-1) і початок сертифікаційних випробувань.

#### 2010 рік
- Капітальний ремонт лекційних аудиторій з оснащенням мультимедійною технікою.

#### 2011 рік
- Акредитація Центру випробувань будівельних виробів і конструкцій на відповідність вимогам міжнародного стандарту ISO 17025.
- Капітальний ремонт гуртожитків № 1 і № 2 за Державною цільовою програмою підготовки та проведення в Україні фінальної частини чемпіонату Європи 2012 року Введення в експлуатацію нової сучасної котельні.

#### 2012 рік
- Участь у Державній цільовій програмі підготовки та проведення в Україні фінальної частини чемпіонату Європи з футболу Євро-2012 (близько 300 уболівальників з 14 країн світу проживали в гуртожитках академії).
- Початок участі ДонНАБА в програмах міжнародних академічних обмінів за підтримки Євросоюзу (2 проекти Erasmus Mundus).

#### 2013 рік
- Розширення співпраці з університетами Європи в рамках спільних програм (проектів Erasmus Mundus, TEMPUS).

#### 2014 рік
- Згідно з наказом Міністерства освіти і науки України № 1416 від 01.12.2014 року, до завершення збройного конфлікту на території м. Макіївки Донбаська національна академія будівництва і архітектури проводить свою освітню діяльність (згідно з наявною ліцензією на освітню діяльність та сертифікатами про акредитацію) на базі Донбаської державної машинобудівної академії у місті Краматорську[6].

#### 2016 рік

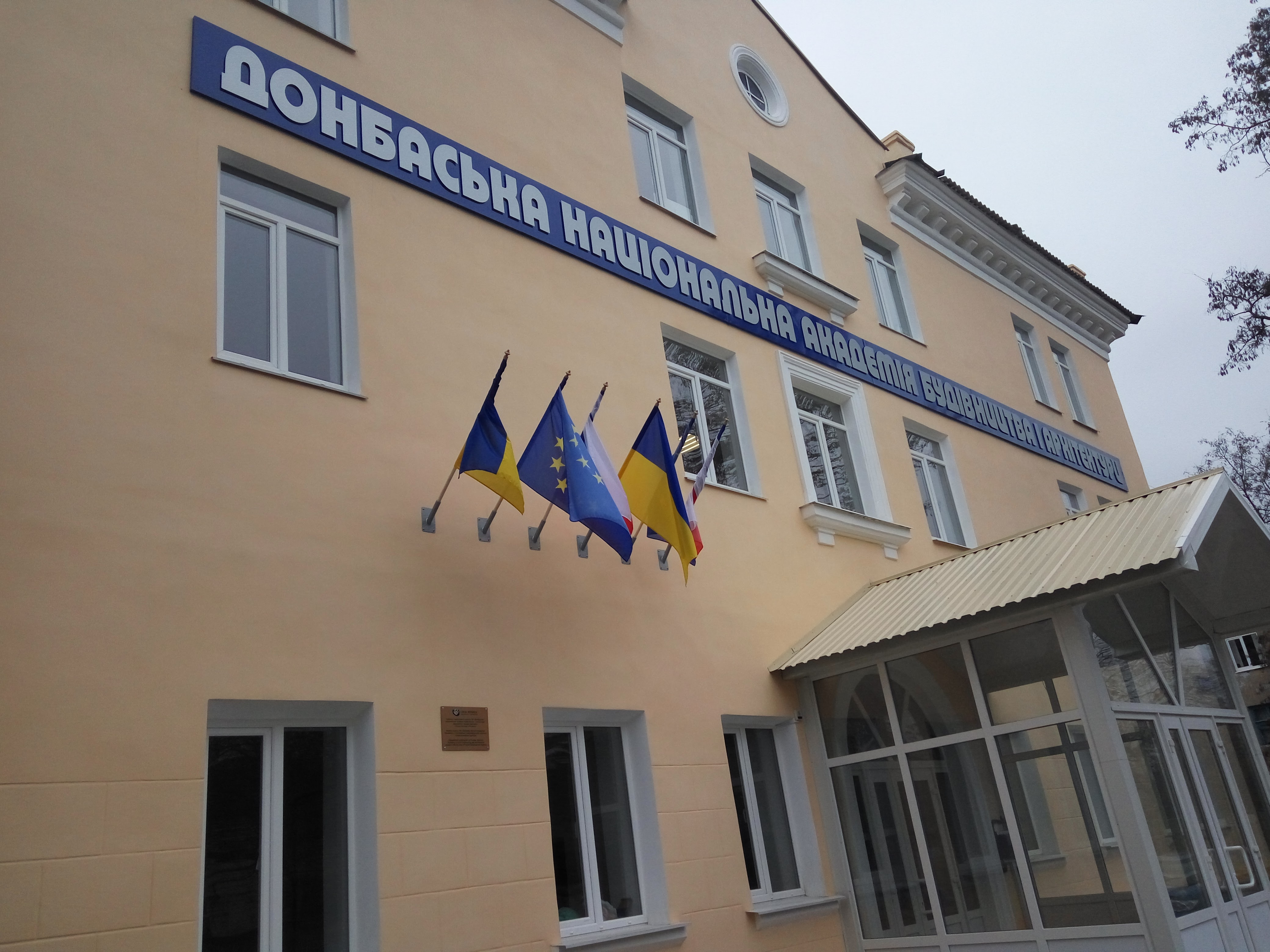
Навчальний корпус №1 ДонНАБА в м. Краматорськ

- Навчальний корпус №1 ДонНАБА в м. КраматорськДонбаська національна академія будівництва і архітектури відкриває власний навчальний корпус у м. Краматорську, відремонтований на кошти Чеської Агенції Розвитку - Czech Development Agency (CzDA).

#### 2017 рік
- На баланс ДонНАБА передано будівлю гуртожитку за адресою: вул. Паркова, 62, м. Краматорськ. Будівля придатна до експлуатації лише на 30% площі.

#### 2018 рік
- На кошти Чеського агентства розвитку здійснено капітальний ремонт третини гуртожитку. Студенти та викладачі отримали гідні умови для проживання.

#### 2024 рік
- ДонНАБА приєднали до складу Івано-Франківського національного технічного університету нафти і газу.[7]

## Структура академії (факультети і кафедри)

### Будівельний факультет
- Кафедра загальної інженерної підготовки
- Кафедра автомобільних доріг
- Кафедра будівельних конструкцій, будівель та споруд
- Кафедра будівельних матеріалів та технологій

### Архітектурний факультет
- Кафедра архітектури будівель і споруд
- Кафедра містобудування

### Механічний факультет
- Кафедра машинобудування
- Кафедра автомобільного транспорту

### Факультет міського господарства та охорони навколишнього середовища
- Кафедра теплогазоводопостачання, водовідведення і вентиляції
- Кафедра міського будівництва і господарства
- Кафедра прикладної екології, хімії і охорони праці

### Економіко-гуманітарний факультет
- Кафедра економіки
- Кафедра менеджменту
- Кафедра гуманітарної підготовки
- Кафедра фізичного виховання